# クラッシュ・テスト・ダミーズ
クラッシュ・テスト・ダミーズ（Crash Test Dummies）は、カナダのフォークロックバンド。マニトバ州ウィニペグ出身。1993年に発売したシングル、「ムムムム・・・・」でその名を馳せた。

## 概要
1988年、ボーカルのブラッド・ロバーツを中心に結成。
1991年、「The Ghosts That Haunt Me」というアルバムでメジャーデビューした。このアルバムはカナダ国内で40万枚を売り上げ、スマッシュヒットとなった。
1993年、シングル「ムムムム・・・・」とアルバム「God Shuffled His Feet」を発売。この2作は彼らにとって最も売れた作品になった。特に「ムムムム・・・・」はアメリカで最高4位、イギリスで最高2位、オーストラリアで最高1位を記録するなど、世界各国で売上を伸ばした。翌年に日本で放送されていたフジテレビ系深夜音楽番組『BEAT UK』でも首位を獲得。
しかし母国カナダではあまり人気が出ず、最高順位は14位にとどまった。他にこのアルバムに入っていたシングル、「Swimming In Your Ocean」と「Afternoons & Coffeespoons」はカナダでもトップ10入りした。「Afternoons & Coffeespoons」はオーストラリアとイギリスでもトップ40入りした。「God Shuffled His Feet」は1994年の半ばまでにアメリカ国内だけで100万枚を売り上げたほか、現在までに全世界で550万枚以上を売り上げている。このアルバムは、3部門でグラミー賞とジュノー賞にノミネートされた。
1995年、イングランドのロック・バンド、XTCの楽曲「The ballad of Peter Pumpkinhead」をカバーし、シングルとして発売。カナダで最高4位、イギリスで最高30位にランクインした。
1996年、アルバム「A Worm's Life」を発売。先行シングルである「He Liked To Feel It」は、カナダで最高2位にランクインした。
1999年、アルバム「Give Yourself a Hand」を発売。このアルバムでは、バックコーラスを務めていたエレン・レイドが3曲のリードボーカルを務めるなど、これまでの彼らの楽曲制作とは違う一面もあった。
2001年、エレン・レイドがアルバム「Cinderellen」でソロデビュー。
2010年、6年ぶりにアルバム「Oooh La La」を発売。なおこのアルバムの作成にブラッド・ロバーツは、4年もの歳月を費やした。
2012年、ブラッド・ロバーツは自身のブログで、ニューアルバムの制作中であることを明らかにした。

## メンバー
- ブラッド・ロバーツ - リードボーカル、ギター
- エレン・レイド - バックコーラス、キーボード、アコーディオン

### 旧メンバー
- ダン・ロバーツ（英語版） - ベース、バックコーラス（1988年～2004年、2010年）
- ベンジャミン・ダービル（英語版） - ハーモニカ、パーカッション、ギター、マンドリン（1988年～2000年）
- ミッチ・ドージ（英語版） - ドラムス（1991年～2002年、2010年）
- Vince Lambert - ドラムス（1988年～1991年）
- Curtis Riddell - ドラムス（1988年）
- George West - ベース（1988年）

## ディスコグラフィ
- The Ghosts That Haunt Me（1991年）
- God Shuffled His Feet（1993年）
- A Worm's Life（1996年）
- Give Yourself a Hand（1999年）
- I Don't Care That You Don't Mind（2001年）
- Jingle All the Way（2002年）
- Puss'n'Boots（2003年）
- Songs of the Unforgiven（2004年）
- Oooh La La（2010年）